# Graellsinus brachialis
Graellsinus brachialis é uma espécie de insetos coleópteros polífagos pertencente à família Dasytidae.
A autoridade científica da espécie é Jacquelin Du Val, tendo sido descrita no ano de 1860.
Trata-se de uma espécie presente no território português.